# Raylene
Raylene (Glendora, Kalifornia, 1977. február 12. –) amerikai pornószínésznő.

## Élete és pályafutása
Az 1977-es születésű Raylene 19 évesen szerepelt szex filmben Mark Devis színésszel, 1996-ban. Szerződéses viszonyban dolgozott a Vivid Entertainment cégnél.
A 2000-res Grammy-díj esten Kobe Tai pornószínésszel táncolt. Többször abbahagyta a filmipart. 2013-ban XBIZ-díjra jelölték. XRCO-díjat nyert 1999-ben, AVN-díjat 2001-ben. 2004-ben abbahagyta a táncolást. 2009-ben újra szexfilmben játszott. West Hillsben Kaliforniában lakik.

## Válogatott filmográfia
| - 2013 Silver Foxes and Tight Young Boxes - 2013 Big Tit Fanatic 2 - 2013 Newswomen 2 - 2013 Neighborhood Watcher - 2012 Secret Lesbian Diaries - 2012 Please Make Me Lesbian! 8 - 2012 Lesbian Slumber Party 2: Lesbians in Training - 2012 Torn | - 2012 Lesbian Sex 8 - 2012 Titty Creampies 3 - 2012 MILFs Seeking Boys 2 - 2012 Girls in White 2012 2 - 2012 Office Affairs - 2012 MILF on MILF - 2012 Housewives Orgy - 2012 Sinn Sage Loves Girls |